# Paul Kagame
Paul Kagame (n. 23 octombrie 1957) este cel de-al 6-lea și actualul președinte al Rwandei, întrând în anul 2000, când predecesorul său, Pasteur Bizimungu, a demisionat.